# Joubert Miles
Joubert Miles war ein britischer Hersteller von Fahrrädern und Automobilen.

## Unternehmensgeschichte
Joubert Miles gründete in den 1880er Jahren das Unternehmen in Sharpness und begann mit der Produktion von Fahrrädern. Später fertigte er Motorradrahmen für andere Hersteller. Zwischen 1910 und 1912 stellte er Automobile her. Der Markenname lautete Miles. Die Fahrradproduktion endete erst nach dem Zweiten Weltkrieg.

## Automobile
Miles stellte überwiegend Kleinwagen her. Erstes Modell war ein selbst entwickeltes Dreirad mit Rohrrahmen. Gemeinsamkeit aller Fahrzeuge war der Einbaumotor von J.A.P. und der Kettenantrieb. Zur Wahl standen Luftkühlung und Wasserkühlung. Später stand ein vierrädriger Kleinwagen im Angebot. Daneben gab es ein größeres Fahrzeug, von dem nur ein oder zwei Exemplare entstanden.